# Kaple Nejsvětější Trojice (Hablov)
Kaple Nejsvětější Trojice je drobná sakrální stavba v Hablově, části obce Olšany u Prostějova.
Kaple se nachází u silnice vedoucí z Duban do Olšan. Osadníci ji postavili ihned po svém příchodu roku 1787. Nenašel se však nikdo, kdo by byl ochoten obětovat parcelu pro stavbu modlitebny. Proto se rozhodlo pro stavbu ve vozovce. Nejprve se pravděpodobně postavila čtyřhranná zvonice s nízko zavěšeným zvonem, aby bylo vyhověno předpisům. Stavba je známa svým nešťastným umístěním.